# چمن باتلاقی
چمن باتلاقی (نام علمی: Poa palustris) نام یک گونه از سرده چمن‌ها است.